# Nordostkaukasische Sprachen

Hauptverbreitungsgebiete der Nordostkaukasischen Sprachen.

Die nordostkaukasischen Sprachen (auch nachisch-dagestanische Sprachen) sind eine Sprachfamilie, deren Teilsprachen vor allem in den autonomen Republiken Tschetschenien, Inguschetien, Dagestan (Russische Föderation) sowie in geringer Zahl in Aserbaidschan und Georgien gesprochen werden. Über vier Millionen Menschen sprechen eine Sprache dieser Familie. Die nordostkaukasischen Sprachen sind Teil des Sprachkomplexes der kaukasischen Sprachen.

## Kennzeichen
Die Sprachen sind gekennzeichnet durch eine Vielzahl von Lauten (bis zu 60 Konsonanten und 30 Vokale in manchen Sprachen), mehrere Reihen von Plosiven sowie durch eine Vielzahl von Fällen (Kasus), darunter der Ergativ, der Absolutiv und zahlreiche Lokative.

## Systematik
Die nordostkaukasischen Sprachen lassen sich in vier Gruppen unterteilen:
- Ando-Awaro-Didoische Sprachen
  - Andische Sprachen
  - Awarische Sprache
  - Didoische Sprachen

- Lakisch-Darginische Sprachen
  - Lakische Sprache
  - Darginische Sprache

- Lesgische Sprachen
  - Lesgische Sprache
  - Tabassaranische Sprache
  - und 8 weitere kleine Sprachen

- Nachische Sprachen
  - Tschetschenische Sprache
  - Inguschische Sprache
  - Batsische Sprache

## Verwandtschaft zu anderen Sprachen
Die nordostkaukasischen Sprachen werden manchmal mit den nordwestkaukasischen Sprachen zu einer nordkaukasischen Sprachfamilie zusammengefasst. Eine sprachliche Verwandtschaft zwischen diesen beiden Familien konnte jedoch bisher noch nicht nachgewiesen werden.
Ebenfalls vermutet wird, dass das Hurritische und das Urartäische, zwei Sprachen, die vom 3. bis zum 1. Jahrtausend v. Chr. in Anatolien und Nordmesopotamien gesprochen wurden, mit den nordostkaukasischen Sprachen verwandt sind.